# Плавающий капитал
Плавающий капитал (англ. Floating capital) — это капитал, который постоянно конвертируется из одной валюты в другую, например, сначала этот капитал был сосредоточен в долларах, потом доллары были обменены на рубли и так далее (другое название в данном контексте — «блуждающий капитал» или «горячие деньги»). 
Плавающий капитал обозначает валюту и активы в обращении, которые можно использовать для многих целей.  Вне зависимости от того, какое определение будет дано данному термину, можно сделать вывод, что «плавание капитала» позволяет использовать его для получения большей прибыли. Ведь перемещение денег из одного финансового актива в другой или из одной валюты в другую не может происходить просто так, цель, которая при этом преследуется  — либо защитить капитал от инфляции, либо приумножить его. Плавающий капитал обычно перемещается между активами высоколиквидного типа, которые можно быстро продавать и так же быстро покупать, зарабатывая при этом на разнице курсов.
Плавающим капиталом называются суммы денег, которые перемещаются из одного финансового актива в другой, например, из акций нефтяных компаний в акции компаний строительных и так далее.